# Javier Botet
Javier Botet López (Ciudad Real, 30 luglio 1977) è un attore spagnolo.
Nel corso della sua carriera ha interpretato molto spesso il ruolo di antagonista in vari film horror, fra cui REC, La madre, Slender Man, It - Capitolo due, Crimson Peak e The Conjuring - Il caso Enfield.

## Biografia
Nato e cresciuto a Ciudad Real, a cinque anni si sposta a Granada, dove successivamente studia Belle Arti. Sempre all'età di cinque anni gli viene diagnosticata la Sindrome di Marfan, patologia che colpisce il sistema connettivo. Sebbene si sia sottoposto a svariati interventi chirurgici e cure per contrastare l'avanzare della sindrome, nel corso degli anni Botet sviluppa alcuni sintomi tipici di tale condizione, come una grande altezza (oltre 2 metri) affiancata da un'altrettanto notevole magrezza e dita estremamente lunghe e sottili. Proprio questa caratteristica gli permette di ottenere un ruolo nel cast principale del film horror Rec: l'opera ottiene un notevole successo commerciale e avrà dunque tre sequel, in tutti i quali l'attore torna a interpretare il medesimo personaggio. 
In seguito a tale esperienza ottiene numerosi ruoli analoghi, interpretando in alcuni casi l'antagonista principale del film: è il caso di opere come La Madre, Slender Man, Insidious - L'ultima chiave, Alien: Covenant, The Other Side of the Door, Polaroid, His House. Appare inoltre nel cast principale di film di successo come It - Capitolo due, Crimson Peak, The Conjuring - Il caso Enfield, La mummia, Le streghe son tornate e altri ancora, dividendosi quindi fra il cinema spagnolo e produzioni statunitensi. Nel 2010 fa il suo debutto a teatro interpretando il mostro di Frankestein in una trasposizione del classico di Mary Shelley. A partire dal 2018 inizia a interpretare personaggi ricorrenti in serie televisive spagnole come #Luimelia e Il Vicino. Nel 2023 interpreta il vampiro Dracula nella pellicola Demeter - Il risveglio di Dracula.

## Filmografia

### Cinema
- Beneath Still Waters - Dal profondo delle tenebre (Beneath Still Waters), regia di Brian Yuzna (2005)
- Sa Majesté Minor, regia di Jean-Jacques Annaud (2006)
- Rec, regia di Jaume Balagueró e Paco Plaza (2007)
- Sexykiller, morirás por ella, regia di Miguel Martí (2008)
- Rec 2, regia di Jaume Balagueró e Paco Plaza (2009)
- Xtramboli, regia di José Ramón da Cruz (2009)
- Ballata dell'odio e dell'amore (Balada triste de trompeta), regia di Álex de la Iglesia (2010)
- Diamond Flash, regia di Carlos Vermut (2011)
- La fortuna della vita (La chispa de la vida), regia di Álex de la Iglesia (2011)
- Rec 3 - La genesi (Rec 3: Génesis), regia di Paco Plaza (2012)
- La madre (Mama), regia di Andrés Muschietti (2013)
- Al final todos mueren, regia di Varios directores (2013)
- Le streghe son tornate (Las brujas de Zugarramurdi), regia di Álex de la Iglesia (2013)
- Rec 4: Apocalypse, regia di Jaume Balagueró (2013)
- Magical Girl, regia di Carlos Vermut (2014)
- Crimson Peak, regia di Guillermo del Toro (2015)
- Revenant - Redivivo (The Revenant), regia di Alejandro González Iñárritu (2015)
- The Other Side of the Door, regia di Johannes Roberts (2016)
- The Conjuring - Il caso Enfield (The Conjuring 2), regia di James Wan (2016)
- Non bussate a quella porta (Don't Knock Twice), regia di Caradog W. James (2016)
- Crucifixion - Il male è stato invocato (The Crucifixion), regia di Xavier Gens (2017)
- La mummia (The Mummy), regia di Alex Kurtzman (2017)
- Il guardiano invisibile (El guardián invisible), regia di Fernando González Molina (2017)
- Alien: Covenant, regia di Ridley Scott (2017)
- It, regia di Andrés Muschietti (2017)
- Insidious - L'ultima chiave (Insidious: The Last Key), regia di Adam Robitel (2018)
- Slender Man, regia di Sylvain White (2018)
- Mara, regia di Clive Tonge (2019)
- Polaroid, regia di Lars Klevberg (2019)
- Scary Stories to Tell in the Dark, regia di André Øvredal (2019)
- It - Capitolo due (It - Chapter Two), regia di Andrés Muschietti (2019)
- Amigo, regia di Óscar Martín (2019)
- La reina de los Lagartos, regia di Burning Percebes (2020)
- His House, regia di Remi Weekes (2020)
- Possession - L'appartamento del diavolo, (Malasaña 32) regia di Albert Pintó (2020)
- Voces, regia di Ángel Gómez Hernández (2020)
- Camera Café: la película, regia di Ernesto Sevilla (2022)
- Demeter - Il risveglio di Dracula (The Last Voyage of the Demeter), regia di André Øvredal (2023)
- El hombre del saco, regia di Ángel Gómez (2023)
- El fantástico caso del Golem, regia di Burnin' Percebes (2023)

### Televisione (parziale)
- Capitulo 0 – Serie TV, 4 episodi (2018)
- Star Trek: Discovery – Serie TV, 1 episodio (2019)
- Il trono di spade – Serie TV, 1 episodio (2019)
- Diarios de la cuarentena (2020)
- Il Vecino – Serie TV, 8 episodi (2021)
- #Luimelia – Serie TV, 6 episodi  (2021)
- Dorien – Serie TV, 5 episodi  (2017-2018)

## Doppiatori italiani
Nelle edizioni italiane dei prodotti in cui ha recitato, Javier Botet è stato doppiato da:
- Giovanni Petrucci in It, It - Capitolo due
- Roberta Paladini in La madre
- Luigi Ferraro in Le streghe son tornate
- Gabriele Marchingiglio in Possession - L'appartamento del diavolo
- Antonino Saccone in Demeter - Il risveglio di Dracula